# Than Paing
Than Paing (birmanisch သန်းပိုင်; * 6. Dezember 1996 in Hsipaw) ist ein myanmarischer Fußballspieler.

## Karriere

### Verein
Das Fußballspielen erlernte Than Paing in der Jugendmannschaft von Yangon United. Hier unterschrieb er auch seinen ersten Profivertrag. Der Verein aus Rangun spielte in der ersten Liga, der Myanmar National League. 2016 wurde er mit dem Verein Vizemeister. Im Mai 2017 wechselte er zum Ligakonkurrenten Chin United. 2019 kehrte er zu Yangon United zurück und gewann dort auf Anhieb das General Aung San Shield durch einen 4:3 n.V.-Sieg im Finale gegen Shan United. Von Januar 2021 bis Juni 2022 stand er beim Ligarivalen Shan United unter Vertrag. Im Juni 2022 ging er nach Thailand, wo er einen Vertrag beim Drittligisten Kanchanaburi City FC unterschrieb. Mit dem Verein aus Kanchanaburi spielte er 21-mal in der Western Region der Liga. Hier schoss er zwölf Tore. Im Sommer 2023 wechselte er in die zweite Liga, wo er in Chiangmai einen Vertrag beim Chiangmai United FC unterschrieb. Nach 16 Ligaspielen für den Verein wurde sein Vertrag im Sommer 2024 nicht verlängert. Im Juli 2024 nahm ihn der ebenfalls in der zweiten Liga spielende Kanchanaburi Power FC unter Vertrag. Am Ende der Saison 2024/25 belegte er mit dem Verein den vierten Tabellenplatz und qualifizierte sich somit für die Play-off-Spiele zur ersten Liga. Im Halbfinale konnte man sich gegen den fünftplatzierten Mahasarakham SBT FC durchsetzen. Im Finale traf man auf den Phrae United FC. Das Hinspiel im eigenen Stadion gewann man mit 3:2. Das Rückspiel endete 2:2. Kanchanaburi gewann mit insgesamt 5:4 und stieg somit in die erste Liga auf. Nach dem Aufstieg wurde sein Vertrag im Mai 2025 nicht verlängert. Für Kanchanaburi bestritt er 25 Ligaspiele. Im Juli 2025 nahm ihn der Zweitligist Trat FC aus Trat unter Vertrag.

### Nationalmannschaft
Seit 2014 spielt Than Paing in der myanmarischen A-Nationalmannschaft und absolvierte bisher 28 Partien, in denen er drei Mal traf.

## Erfolge
Yangon United
- Myanmarischer Vizemeister: 2016
- General Aung San Shield: 2019